# Grote Markt (Dendermonde)
De Grote Markt van Dendermonde is een stadsplein in het midden van de stadskern van Dendermonde. 
Opgravingen hebben aangetoond dat er in de middeleeuwen een feodale burcht gelegen was. Deze burcht was de residentie van de heren van Dendermonde. Het marktplein is even oud als de burcht en dateert uit de 11de eeuw.
Op de Grote Markt staan enkele bezienswaardigheden zoals de Lakenhalle met belfort en het Vleeshuismuseum. Verder zijn er vooral restaurants en cafés. Vlakbij bevindt zich het Dendermondse gerechtsgebouw.
De gevel van Het Gulden Hoofd (Grote Markt 20), thans restaurant, dateert uit de 17e eeuw en is een beschermd monument. De meeste andere panden werden gebouwd na de Eerste Wereldoorlog; het centrum van Dendermonde werd in 1914 grotendeels verwoest nadat het Duitse leger de stad in brand had gestoken.